# Стоцкий, Анатолий Семёнович
Анатолий Семёнович Стоцкий (1927—2000) — советский и российский  разработчик приборов автоматики ядерных боеприпасов, доктор технических наук (1977), профессор (1979). Лауреат Государственной премии СССР (1967). 

## Биография
Родился 26 февраля 1927 года в городе Луганске.
С 1942 года учащийся вечерней школы и лаборант Белорецкого металлургического комбината.
С 1950 года после окончания Московского энергетического института работал в системе МСМ СССР. С 1950 года направлен в закрытый город Свердловск-45 на Электрохимприбор, работал в Специальном конструкторском бюро ЭХП — инженером, с 1951 года — старшим инженером-конструктором, с 1956 года — руководителем Конструкторской группы, с 1957 года — заместителем начальника цеха и с 1958 года — заместителем главного конструктора СКБ ЭХП.
С 1960 года направлен в закрытый город Челябинск-70 во Всесоюзный научно-исследовательский институт технической физики, с 1960 года — начальник НКО по разработке электромеханических приборов и систем автоматики ЯБП (НКО-8), с 1970 года — начальник НИО по рассчётно-теоретическому сопровождению проектно-конструкторских работ при создании ЯБП (НИО-14) и одновременно с 1960 года — заместитель главного конструктора  ВНИИТФ, был инициатором и активным участником создания и разработки новых направлений в области повышения надежности систем автоматики. Одновременно с 1963 года возглавлял Комиссию МСМ СССР по вопросам надёжности.
В 1963 году защитил учёную степень кандидата технических наук , в 1977 году — доктора технических наук, в 1979 году присвоено звание — профессора. Совмещал основную деятельность с преподавательской — был заведующим кафедрой автоматики и информационных систем в Отделении № 6 МИФИ. 
С 1988 года — главный научный сотрудник и заместитель главного конструктора по НИР ВНИИТФ
Умер 18 марта 2000 года в Снежинске.

## Награды

### Ордена
- Орден Ленина (1975)
- Два Ордена Трудового Красного Знамени (1957, 1960)

### Премии
- Государственная премия СССР (1967)